# Carmen de la Cruz
Carmen de la Cruz Questa (Sunchales, Argentina, 1 de mayo de 1952 - Madrid, 23 de julio de 2017) fue una feminista argentina especialista en desarrollo e igualdad de género. Diseñó estrategias en favor de los derechos de las mujeres especialmente en América Latina y contribuyó desde la década de los 90 a la inclusión del enfoque de género en Naciones Unidas desde diversas agencias, especialmente en el Programa de Naciones Unidas para el Desarrollo (PNUD) donde fue responsable del Área de Práctica de Género para América Latina. 

## Trayectoria
Nació y vivió en Argentina. Inicio sus estudios en 1970 en la carrera de Historia en la Universidad Nacional de Córdoba, Argentina. Donde fue militante universitaria en agrupaciones de izquierda. Militó en la Organización Comunista Poder Obrero (OCPO); declarada ilegal por el régimen dictatorial genocida (empresarial, clerical, militar) autodenominado "proceso de reorganización nacional" 1976- 83.
Debido a la persecución genocida generalizada en Argentina debió exiliarse en España.
Se licenció en Geografía e Historia en 1985 en la Universidad Complutense de Madrid con la memoria "España y la revolución egipcia a través de la prensa de la época, 1952-56" dirigida por el africanista José Urbano Martínez Carreras. Realizó Estudios Avanzados en Antropología Social y se especializó en Relaciones Internacionales en Género en el Desarrollo. Desde la década de los 90 trabajó en cooperación para el desarrollo y acción humanitaria en contextos de conflicto y posconflicto en África, Medio Oriente y América Latina.  De diciembre de 2004 a 2009 fue Vocal del Consejo de Cooperación al Desarrollo en España.
De 2003 a 2005 fue asesora para América Latina del Programa de Paz y Seguridad de UNIFEM y durante ese periodo fue miembro del equipo técnico que operativizaba el enfoque de derechos en las agencias de Naciones Unidas y sus contrapartes en Colombia donde realizó un importante aporte a favor del reconocimiento del impacto del conflicto armado en la vida de las mujeres y trabajó especialmente en abordar las problemáticas que enfrentan las mujeres de manera integral.  Este trabajo contribuyó a que más tarde Onu Mujeres pasara de tener un programa en Colombia a tener presencia con misión permanente.
Desde la oficina del PNUD de América Latina y el Caribe con sede en Panamá donde fue responsable Área de Práctica de Género en el Centro Regional de PNUD para América Latina y el Caribe apoyó diferentes iniciativas en defensa de los derechos de las mujeres y la igualdad abarcando desde la economía del cuidado a la participación política.
Durante la década de los 90 hasta su muerte en 2017 fue docente en numerosos Masters en universidades españolas y latinoamericanas sobre la articulación del enfoque de género y el enfoque de derechos y el desarrollo humano. Ha escrito numerosos artículos y documentos sobre la participación de las mujeres en la construcción de la paz, sobre género, globalización y derechos de las mujeres, y género y desarrollo.

## Género y desarrollo
Carmen de la Cruz denunció en sus trabajos que el desarrollo en sus orígenes se cimentó en las bases de la desigualdad entre hombres y mujeres por ello con el cambio de los tiempos y también los cambios en la situación de las mujeres exigen el replanteamiento del desarrollo con perspectiva de género. En 1995 el Informe de Desarrollo Humano elaborado por PNUD hace visible que en ninguna sociedad las mujeres disfrutan de las mismas oportunidades que los hombres y que si el desarrollo humano no incorpora la condición de los sexos está en peligro, además de la necesidad de que se cambie las premisas que actualmente rigen la vida social económica y política.
A partir de entonces se establece la necesidad de considerar la cuestión de las desigualdades en las relaciones de género y su impacto en los derechos de las mujeres como elemento clave a considerar introduciendo el concepto de género -organización social y cultural de la desigualdad entre mujeres y varones- en las propuestas del Desarrollo Humano. De la Cruz defiende el género como herramienta de trabajo asumiendo según plantea el economista especialista en desarrollo Alfonso Dubois que  "la adopción del género como categoría de análisis ha significado la ruptura epistemológica más importante de las últimas décadas en las ciencias sociales, pues ha implicado el reconocimiento de una desigualdad social que hasta entonces estaba subsumida en la dimensión económica" y en sus trabajos profundiza en cómo la teoría feminista y la perspectiva de género contribuyen a ampliar la base filosófica del concepto de bienestar del paradigma de Desarrollo Humano liderado por Amartya Sen.

## Publicaciones
- Género, Derechos y Desarrollo Humano. (2007) PNUD
- Bienestar, cuidados y derechos en América Latina. El debate de desarrollo y las políticas pendientes.
- Cambio, Poder y Justicia de Género en la Agenda 2030: Reflexiones para no perdernos en el camino. ICEI Policy papers (2015)
- El financiamiento para investigación de género y la nueva arquitectura de la ayuda. Los casos de Guatemala y Perú. Carmen de la Cruz (dir) Maruja Barrig y Alicia Rodríguez. Fundación Carolina. 2008
- Cuadernos de género. Políticas y acciones de género. Materiales de formación. Rosa Cobo, Carmen de la Cruz, Roxana Volio, Ada Zambrano. (2009) ICEI
- Bienestar, cuidados y derechos en América Latina. El debate de desarrollo y políticas pendientes. En "Feminismo, género e igualdad" Pensamiento Iberoamericano. 2011. Coordinadoras Marcela Lagarde y Amelia Valcárcel.
- ¿Cómo ha evolucionado el enfoque de Mujeres en el Desarrollo (MED) a Género en el Desarrollo (GED)? (1999) Emakunde-Instituto Vasco de la Mujer, Vitoria-Gasteiz, 1999.